# 바브교

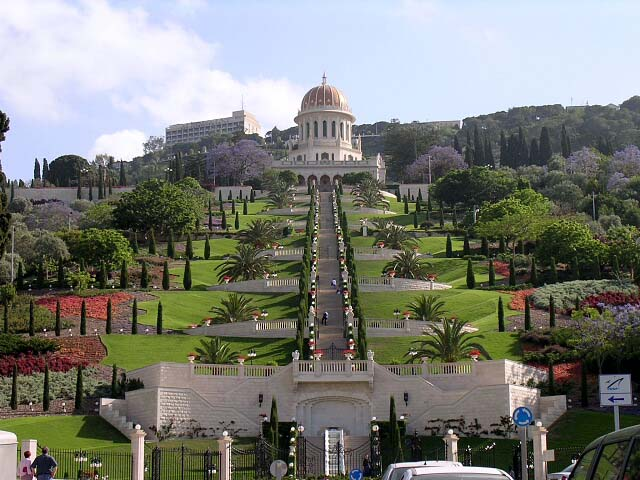

바브교는 이슬람교의 개혁 운동으로 19세기 중엽 이란에서 일어났다. 창시자는 시라즈 출신의 시이드 알리 모하마드로 1844년 스스로 '바압(Báb:'門'의 뜻)'으로서 새로운 시대의 확립자임을 선언하였다. 그의 신자는 급속히 증가하였으나 승려 계급과 정부는 이 운동을 탄압하고, 바압을 체포하여 50년형에 처하였다. 바브교는 바압 순교 후, 바압이 생전에 예언한 새로운 현시자인 바하올라를 따라 평화적이고 인도주의적인 특색을 갖는 바하이교(敎)로 발전하였다.

## 유래
열두 명의 이맘들을 최후의 이맘으로 보는 십이 이맘파는 시아파의 거대 종파이었다. 이들은 874년 열두명의 이맘들이 은신한 이후, 열두 이맘들과 사람들 사이의 소통은 오로지 바브(Bábs, 문)과 나이브(Na'ibs, 대리인)을 통해서만 가능하다고 주장하였다. 940년 십이 이맘파의 제 4대 대리인은 열두 이맘이 영원한 "대 은신"에 들었으며 더 이상 사람들과 소통하지 않는다고 선언하였다. 십이 이맘파는 이들 열두 이맘이 아직도 세상 어딘가에 살아있으며 그들의 적을 피해 은신해 있다고 믿었다. 이 믿음에 따르면 열두 이맘은 심판의 날이 되어야 세상에 잠시 모습을 들어내어 마흐디(مهدي Mahdī, "이끌어진 자")인 콰임(Qāʾim القائم, "일어선 자") 로서 악마를 물리치고, 불신자를 처단하며, 정의의 치세를 시작할 것이다.
1830년대 이란에서 시이드 카짐 라쉬티는 시아파의 분파인 샤이크파의 지도자가 되어 콰임의 도래가 임박하였다고 주장하였다. 시이드 카짐 라쉬티는 1843년 죽음을 앞두고 자신을 따르는 사람들에게 집을 떠나 임박한 세상의 종말에 출현할 "이 시대의 주(主)"를 찾아낼 것을 권하였다.

## 기원
1844년 5월 22일, 시이드 카짐 라쉬티의 수제자였던 보쉬루이에의 물라 후세인은 스승의 가르침을 쫓아 콰임을 찾고자 시라즈로 향하였다. 그날밤 후세인은 시이드 알리 모하마드의 집에 초청을 받아 들어갔다. 그 자리에서 후세인은 자신이 사이드 카짐 라쉬티의 계승자를 온당한 계승자를 찾고 있다고 밝혔고, 시이드 알리 모하마드는 자신이 바브로서 사이드 카짐의 후계자이며 신의 지식을 운반하는 자라고 말하였다. 이틀 간의 대화를 나누고 물라 후세인은 시이드 알리 모하마드를 진실의 문이자 새로운 예언의 시기를 확립한 자로서 받아들인 최초의 사람이 되었다.
이로부터 5개월 후 17명의 시이드 카짐 라쉬티의 문하생이 시이드 알리 모하마드를 신의 대리인으로 받아들였다. 이들 중에는 여성 시인이었으며 타이리(순결)라는 필명을 사용했던 자인 타즈 바라가니도 있었다. 이들 18인은 후일 《생명의 서》를 공동 집필하였으며 자신들의 새로운 믿음을 이란과 이라크 지역으로 전파하였다. 시이드 알리 모하마드는 자신 스스로와 이들 18인 개개인의 정신적 지위를 첫 번째 "합일"로서 강조하였다.
시이드 알리 모하마드는 몇 년 후 자신이 바브임을 공표하였다. 바브교 전파 초기에 그의 이러한 선언은 열두 이맘과 소통하는 유일한 바브로서 이해되었으나 후일 그 스스로가 콰임임을 선포한 것으로 이해되었다. 최종적으로 바브는 그가 새로운 신의 사자라 주장하였다.

## 전파
바브교는 《생명의 서》와 함께 이란 전역과 남부 이라크를 중심으로 전파되었다. 이들의 영향력이 커지기 시작하자 이를 불안하게 여긴 시라즈의 통치자로부터 후원을 받는 성직자들이 바브교를 반대하기 시작하였다. 시이드 알리 모하마드는 바브교에 관대하였던 이스파한으로 거처를 옮겼다. 1846년 11월 도시에 콜레라가 창궐하여 이스파한의 통치자가 죽자 바브교에 대한 박해가 시작되었다. 1847년 시이드 알리 모하마드는 테헤란으로 불려가게 되었다. 몇 달 뒤 이란의 샤 모하마드 샤 콰자르와 수상은 그를 이란 북서부인 타브리즈에 유배하였으며 후일 마쿠 등으로 옮겼다. 그를 만나는 것은 엄격히 제한되었으나 여전히 많은 사람들이 그의 가르침을 얻고자 박해를 무릅쓰고 그를 찾았다.
바브교 전파의 정점은 바다쉬트 회동으로 여기서 18인 중 세명인 바하우알라, 퀴두스, 타이리는 자신들이 믿음이 이슬람교와 이슬람 법에 저촉되지 않음을 역설하였다. 특히 타이리는 이 회동을 통하여 자신들의 믿음을 전파하는 데 많은 공헌을 하였다. 그녀는 공식적인 자리에서 차도르를 착용하지 않은 일로 이교도로 몰리기도 하였다. 한편, 시이드 알리 모하마드는 이란의 왕과 마흐디를 자칭하였다는 이유로 재판에 회부되었다.

## 반란과 학살
바브교가 널리 확산되고 있던 1848년 모하마드 샤 콰자르가 사망하자 타바르시 등 이란 곳곳에서 반란이 일어났다. 이란 정부는 이를 진압하면서 바브교 신자들을 학살하였다. 이슬람학 교수인 데니스 맥에오인의 연구에 따르면 2여년간 2만 여명의 바브교 신자들이 학살되었다.

## 계승
1850년 시이드 알리 모하마드가 사망하자 바브교는 그를 "신에 의해 완전한 이"로 선언하였다. 후일 미르자 알리 호세인은 바브교의 신앙을 이어받아 바하이교를 창시하였다.